# 伊塔馬拉蒂宮
伊塔馬拉蒂宮（葡萄牙語：Palácio do Itamaraty）是巴西外交部（MRE）總部所在地，位於首都巴西利亞。由奧斯卡·尼邁耶設計，位於巴西國會大廈東部，位於紀念軸上，靠近三權廣場。